# Kanton Quiberon
Quiberon is een kanton van het Franse departement Morbihan. Het kanton maakt deel uit van het arrondissement Lorient.

## Gemeenten
Onder het kanton Quiberon vielen tot 2014 de volgende 7 gemeenten:
- Carnac
- Hoëdic
- Île-d'Houat
- Plouharnel
- Quiberon, de hoofdplaats
- Saint Pierre Quiberon
- La Trinité-sur-Mer
- Quiberon

Na de herindeling van de kantons bij decreet van 21 februari 2014, met uitwerking op 2 maart 2015, omvat het volgende 16 gemeenten:
- Bangor
- Belz
- Carnac
- Erdeven
- Étel
- Hœdic
- Île-d'Houat
- Locmaria
- Locoal-Mendon
- Le Palais
- Ploemel
- Plouharnel
- Saint-Pierre-Quiberon
- Sauzon
- La Trinité-sur-Mer